# Giải tưởng niệm Astrid Lindgren

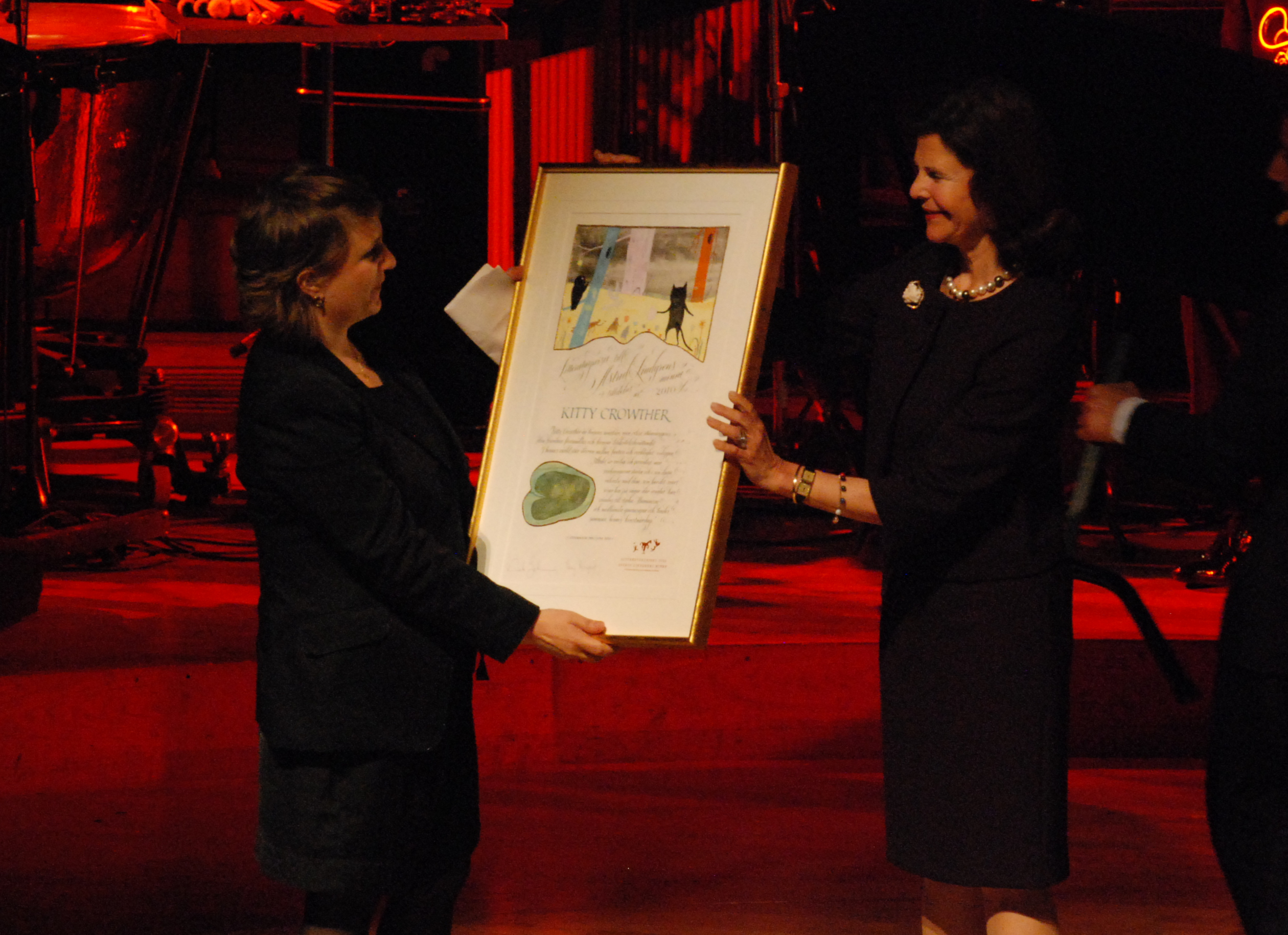
Lễ trao giải năm 2010

Giải tưởng niệm Astrid Lindgren (tiếng Thụy Điển: Litteraturpriset till Astrid Lindgrens minne) là một giải thưởng văn học thiếu nhi quốc tế, do chính phủ Thụy Điển lập ra năm 2002 để vinh danh Astrid Lindgren, nhà văn viết sách thiếu nhi người Thụy Điển. Giải được trao hàng năm với khoản tiền thưởng tổng cộng lên tới 5 triệu krona Thụy Điển.
Giải này được trao cho các nhà văn, họa sĩ vẽ minh họa, người kể chuyện và/hoặc người quảng bá việc đọc sách thiếu nhi, phản ánh được tinh thần của Astrid Lindgren. Mục tiêu của giải là để gia tăng sự quan tâm tới văn học của thiếu nhi và những người trẻ, cùng thúc đẩy quyền tiếp cận văn hóa của các thiếu nhi và người trẻ trên một cấp độ toàn cầu.
Vốn quỹ của giải do chính phủ Thụy Điển cấp và do Hội đồng văn hóa Thụy Điển quản lý.

## Các người đoạt giải
| Năm  | Người đoạt giải                         | Quốc gia       |
| ---- | --------------------------------------- | -------------- |
| 2003 | Maurice Sendak                          | Hoa Kỳ         |
| 2003 | Christine Nöstlinger                    | Áo             |
| 2004 | Lygia Bojunga Nunes                     | Brasil         |
| 2005 | Philip Pullman                          | Vương quốc Anh |
| 2005 | Ryōji Arai                              | Nhật Bản       |
| 2006 | Katherine Paterson                      | Hoa Kỳ         |
| 2007 | Banco del Libro                         | Venezuela      |
| 2008 | Sonya Hartnett                          | Úc             |
| 2009 | Tamer Institute for Community Education | Palestine      |
| 2010 | Kitty Crowther                          | Bỉ             |
| 2011 | Shaun Tan                               | Úc             |
| 2012 | Guus Kuijer                             | Hà Lan         |
| 2013 | Marisol "Isol" Misenta                  | Argentina      |
| 2014 | Barbro Lindgren                         | Thụy Điển      |